# L'Unità (krant)

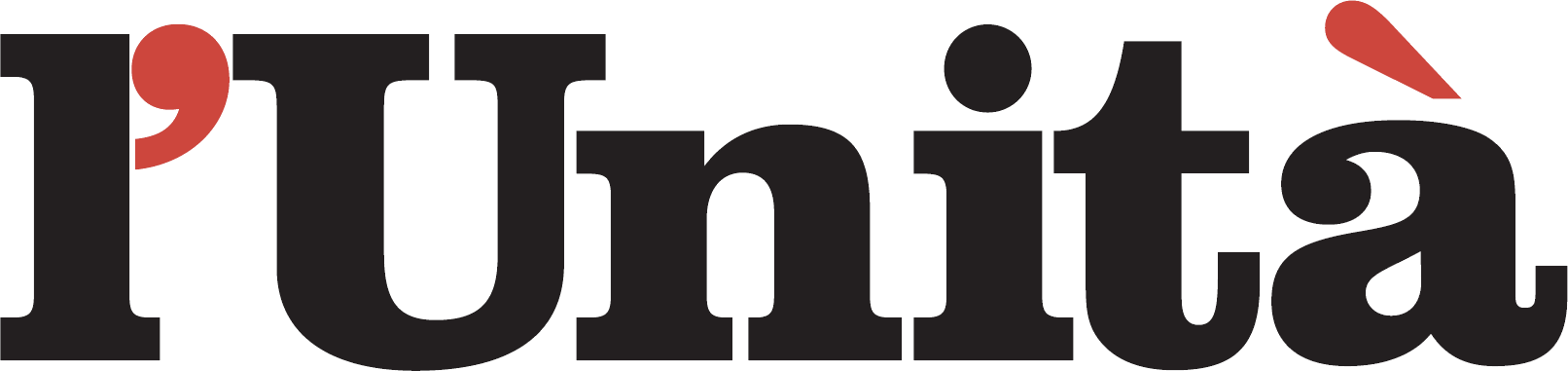

L'Unità was een links dagblad uit Italië. De krant wordt op 12 februari 1924 in Milaan opgericht door Antonio Gramsci, een belangrijk lid van de PCI, de Communistische Partij van Italië. De krant krijgt de naam “l’Unità, quotidiano degli operai e dei contadini”, oftewel “krant van de arbeiders en de boeren”. Van 1924 tot 1991 is l’Unità de officiële krant van de communistische partij.

## Geschiedenis
De eerste edities van l’Unità worden in Milaan gedrukt. De krant heeft een eerste gemiddelde oplage van 20.000 exemplaren per dag. Na de moord op de socialist Giacomo Matteotti op 10 juni 1924, waar l’Unità veel aandacht aan besteedt, loopt de oplage op tot 34.000 kopieën. Matteotti had zich fel uitgesproken tegen de fascistische partij en tegen Benito Mussolini.
Op 8 november 1925 wordt de distributie van l’Unità en van l’Avanti, het partijorgaan van de socialistische partij, tijdelijk stopgezet. Na de mislukte aanslag op Mussolini op 31 oktober 1926 wordt de krant opgeheven.
In de periode 1927-1944 wordt l’Unità illegaal gedrukt en verspreid in Milaan, Rome, Turijn en Frankrijk. De verspreiding is hoogst onregelmatig en gaat door 1944. Met de komst van de geallieerden in Italië wordt alle opgeheven kranten weer nieuw leven ingeblazen. In Rome komt de eerste officiële editie van l’Unità weer uit. Na de bevrijding in 1945 komen er edities van de krant uit in Milaan, Genua en Turijn. L’Unità bereikt een groot aantal lezers in heel Italië. 
In 1957 fuseren de afdelingen van Milaan, Turijn en Genua om zo één afzonderlijke editie voor heel Noord-Italië te kunnen creëren. In 1962 worden vervolgens de directie van Rome en Milaan bij elkaar gebracht onder leiding van één directeur, namelijk Mario Alicata. De afzonderlijke edities voor Noord- en Zuid-Italië blijven nog wel bestaan. 
In de jaren die volgen presenteert l’Unità zich keer op keer als een ware oppositiekrant die niet schroomt om misstanden in de maatschappij en de politiek aan de kaak te stellen. Naar aanleiding van de moord op christendemocraat Aldo Moro in 1978 veroordeelt de krant de Rode Brigades en noemt ze ‘vijanden van de democratie’. Ook kondigt de krant een algemene staking af. De dag na de val van de Berlijnse Muur kopt l’Unità met “De mooiste dag van Europa”.
In 1991 wordt, bij de ontbinding van de communistische partij, de ondertitel van de krant van ‘giornale del PCI’ (krant van de PCI, Partito Comunista Italiano) veranderd in ‘giornale fondato da Antonio Gramsci’ (krant opgericht door Antonio Gramsci). De oplage ligt dan rond de 156.000 kopieën per dag.
Door ernstige economische problemen wordt l’Unità in juli 2000 opgeheven. Tot augustus van datzelfde jaar wordt de krant alleen nog online gepubliceerd, en daarna gebeurt zelfs dat niet meer. In januari 2001 wordt de krant echter weer nieuw leven ingeblazen en op 28 maart wordt de eerste nieuwe editie van l’Unità uitgegeven.
Omdat de aandeelhouders het niet eens konden worden over het toekomstige beleid werd in juli 2014 besloten de krant per 1 augustus van dat jaar niet meer te laten verschijnen.